# Groby (Pieniny)

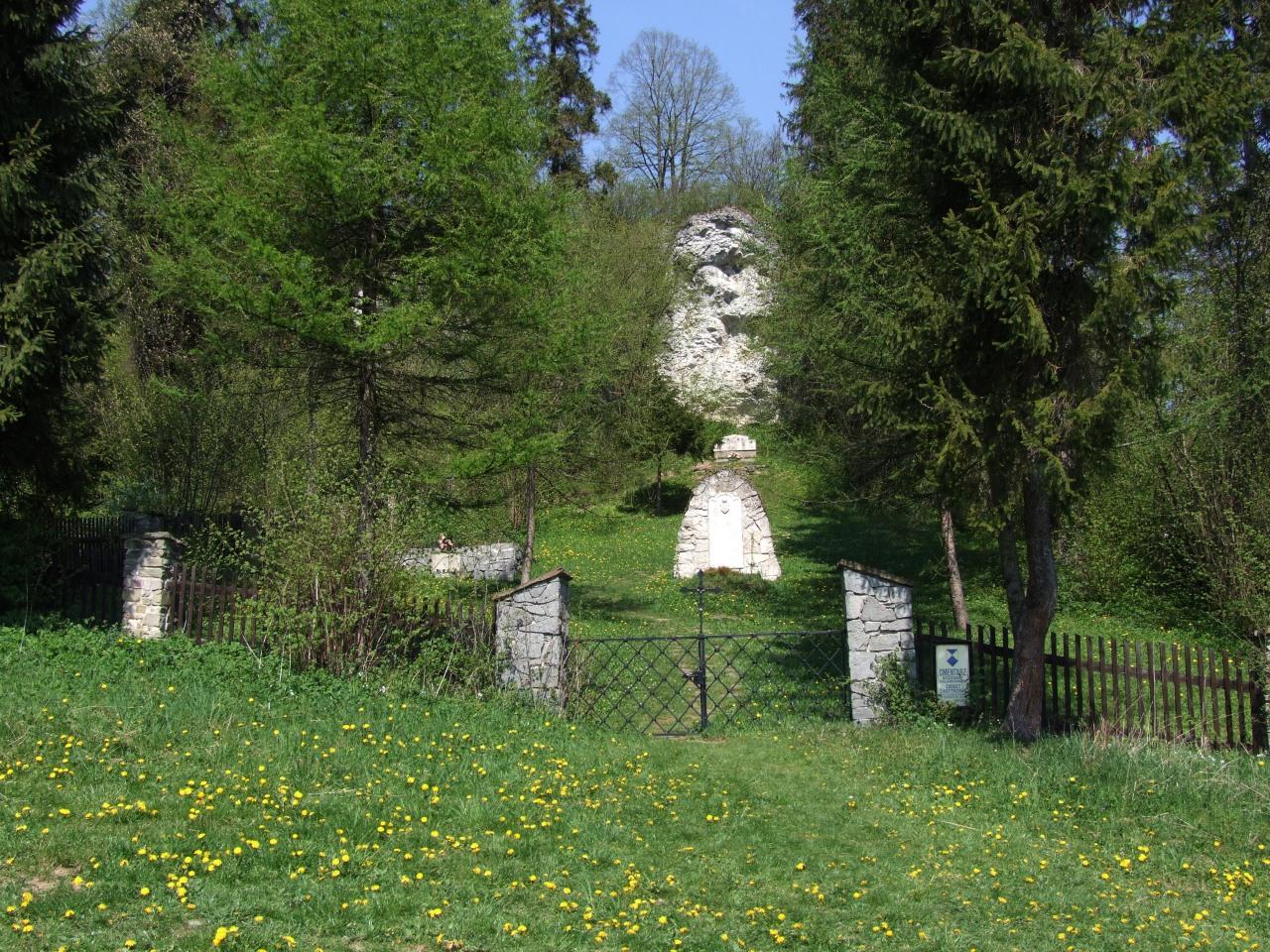
Skała Groby i cmentarz Salamonów

Groby – nieduża skała wapienna w Pieninach Spiskich i prywatny grobowiec Salamonów. Znajdują się w Niedzicy, w dolnej części grzbietu Tabor nad Zbiornikiem Czorsztyńskim. Skała wznosi się na wysokość 604 m n.p.m. Obok skały znajduje się ogrodzony prywatny cmentarz Salamonów – ostatnich baronów na zamku w Niedzicy. Cmentarz został założony w 1936 r. przez Ilonę Salamonową, ostatnią właścicielkę tego zamku. Przeniosła ona tutaj prochy swojego zmarłego w 1920 r. męża Gezy Salamona, jego brata Andora i jego stryja Gezy. Pod koniec wojny Ilona na zawsze opuściła Niedzicę, zamek i należące do niej tereny zostały po wojnie znacjonalizowane. Zmarła w 1964 r. na Węgrzech, a rodzina w 1977 r. sprowadziła jej prochy oraz jej syna Istvana na ten prywatny cmentarzyk w Niedzicy.